# 沖電氣工業

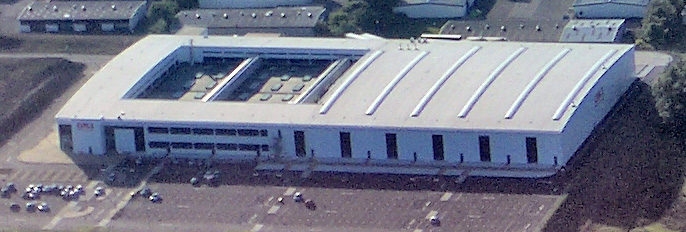
OKI在Scotland的工廠

沖電氣工業（日语：／ Oki denkikōgyō ?）是日本一家通訊設備製造商，通稱。

## 历史
该公司于1881年由冲牙太郎建立，并成功开发了日本首台电话机。主要生产信息通用系统和打印机，1956年生產的纵横制交换机獲得日本電信電話公社採用。川崎秀一是现任社长。
冲电气工业株式会社创立于1881年，是日本最早的电子通信设备生产厂家。总公司在日本东京不断开发并提供有助于信息社会发展的产品。近年来品牌标语“开启您的梦想”(英文：Open up your dreams)。
OKI打印机是采用独特的LED成像技术打印机，此种技术区别于喷墨成像或激光成像，由于LED打印机结构简单，较之激光打印机有速度快、不易卡纸等优点，同时在打印过程中不会有臭氧产生，对空气环境不会造成空气污染，所以獲业界认为是比激光打印机更新一代的打印机。